# Austro-Costa
Austriclínio Ferreira Quirino, mais conhecido pelo pseudônimo Austro-Costa (Limoeiro, 6 de maio de 1899 — Recife, 29 de outubro de 1953) foi um jornalista e poeta brasileiro.
Publicou seu primeiro poema, O empata, em sua cidade-natal.
Na imprensa recifense do início do século XX, onde aportou com 17 anos, atuou como revisor, repórter, cronista, publicando também seus poemas.
Muitos de seus poemas apenas foram publicados em periódicos, permanecendo inéditos em livros.
Integrou o Movimento Modernista de Pernambuco, em 1924, por influência do jornalista Joaquim Inojosa.
Teve morte acidental. O ônibus no qual viajava bateu num poste, e Austro-Costa, viajando em pé, foi lançado fora, sofrendo fratura de base do crânio, com morte imediata.

## Atividades como jornalista
Austro-Costa atuou nos seguintes órgãos recifenses:
- Empresa Vecchi, distribuidora de livros e fascículos;
- Jornal do Recife;
- Jornal do Commercio;
- A notícia;
- Diário da Tarde;
- Diario de Pernambuco.

## Livros publicados
- Mulheres e rosas, 1922[3]
- Vida e sonho , 1945
- De monóculo[2]

## Hinos compostos
- Hino da Rádio-Patrulha de Pernambuco
- Marcha-canção dos Legionários de Princesa
- Hino do Congresso Comemorativo do Cinqüentenário do Apostolado da Oração da Paróquia de Casa Forte[3]

## Prêmio
- Prêmio Othon Bezerra de Mello, da Academia Pernambucana de Letras, edição 1945.

## Entidade literária
- Eleito para a cadeira 10 da Academia Pernambucana de Letras em 21 de janeiro de 1937, não tomou posse e a cadeira continuou vaga.[5]
- Em 7 de janeiro de 1947 foi novamente eleito para a mesma cadeira, pediu transferência para a cadeira número 5, só tomando posse em 28 de outubro de 1949.[1]

## Outras atividades
- Participou combatendo a Revolução Constitucionalista de 1932;
- Integrou o Movimento Modernista em Pernambuco;
- Foi funcionário público, na Assembléia Legislativa.